# Rue La Boétie
A Rue La Boétie é uma rua do 8.º arrondissement de Paris.

## Localização e acesso
Ela começa na Rue d'Astorg e termina na Avenue des Champs-Élysées.

## Origem do nome
Esta rua foi batizada em homenagem a Étienne de La Boétie (1530-1563), moralista e amigo de Michel de Montaigne.

## História
A partir de 1640, o espaço agora compreendido entre as ruas du Colisée e de Berri, a Avenue des Champs-Élysées e a Rue du Faubourg-Saint-Honoré era ocupado pelo viveiro real, que abastecia as residências reais com árvores, arbustos e flores. Ele foi desativado sob a Regência para dar lugar a uma operação de loteamento planejada por John Law mas que não foi realizada. Este viveiro era limitado a sul pelo grande esgoto reconstruído em 1740. O esgoto a céu aberto foi coberto por volta de 1770 no trecho próximo à atual rue de la Boétie que permitiu a urbanização do entorno. A terra do antigo viveiro tornou-se em 1755 propriedade do Conde de Saint-Florentin, Secretário de Estado da Maison du Roi, que a cedeu em 1764 à sua amante, a Condessa de Langeac (1725-1778). Ela o vendeu em 1772 para o Conde d'Artois, irmão mais novo de Luís XVI. Cartas-patentes de 29 de novembro de 1777 autorizaram o príncipe a perfurar neste terreno uma "Rue d'Angoulême" com uma largura de 30 pés, assim chamado em homenagem ao filho mais velho do Conde d'Artois, o Duque de Angoulême (1775-1844). Novas cartas patenteadas de 4 de abril de 1778 aprovou a abertura das ruas de Ponthieu, Neuve-de-Berri (atual Rue de Berri), Neuve-de-Poitiers (atual Rue d'Artois) e Angoulême-Saint-Honoré. Esta última correspondia à parte da atual Rue La Boétie que vai dos Champs-Élysées à Rue du Faubourg-Saint-Honoré. Um relatório de alinhamento foi elaborado pelo escritório da Cidade de Paris em 24 de novembro de 1778. Uma decisão ministerial de 6 do Nivoso do ano XII (27 de dezembro de 1803) fixou a largura da rua em 10 metros.
Durante a Revolução Francesa e até 1815, a rua foi chamada de "Rue de l'Union". Em seguida, retomou seu nome inicial até 1830, quando se tornou a "Rue de la Charte". Ela foi então "Rue Lapeyrouse", "Rue d'Angoulême" de novo (1852), "Rue de Morny" (1863), "Rue de la Commune" (1871), "Rue Mac-Mahon" e "Rue Pierre-Charron" depois de 1871.
A parte localizada entre a Place Saint-Augustin e a Place Chassaigne-Goyon estabelecida no antigo "Chemin du Roule aux Porcherons" ou "Chemin de la Pépinière à la Pologne" foi nomeado "Rue de la Pépinière" até 1868, então "Rua Abattucci" e tomou o seu nome atual em 1879, ao longo de toda a sua extensão, com a Rue de la Pépinière só conservando o seu nome na parte oriental da Place Saint-Augustin na Place Gabriel Péri.

Evolução das ruas La Boétie e de la Pépinière de 1760 a 1878
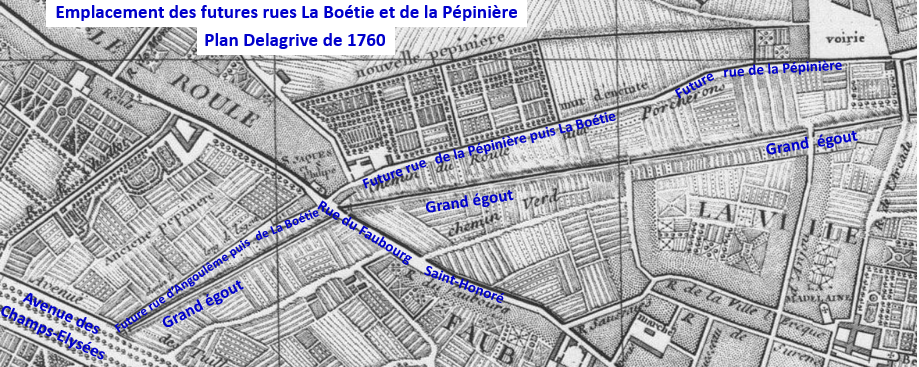
Localização das futuras Rue La Boétie e Rue de la Pépinière em 1760
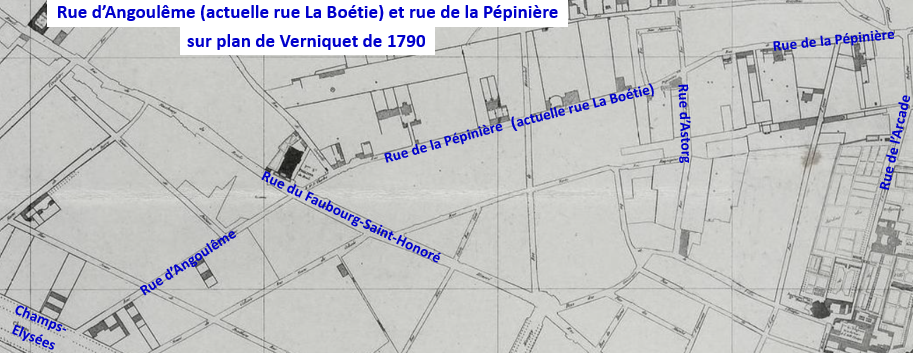
Ruas de Angoulême (La Boétie) e Pépinière em um mapa de Verniquet de 1790
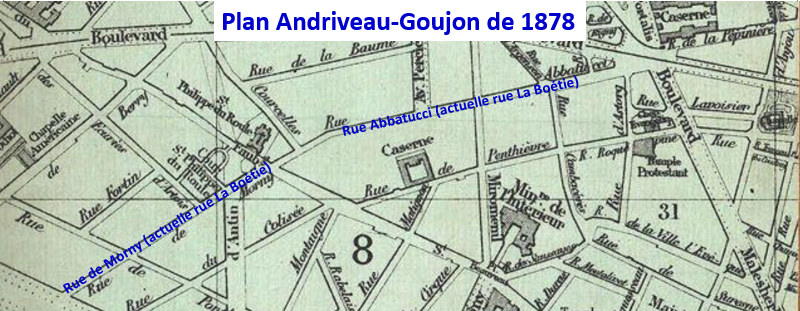
Ruas Morny, Abbutacci e de la Pépinière em um mapa de Andriveau-Goujon de 1878

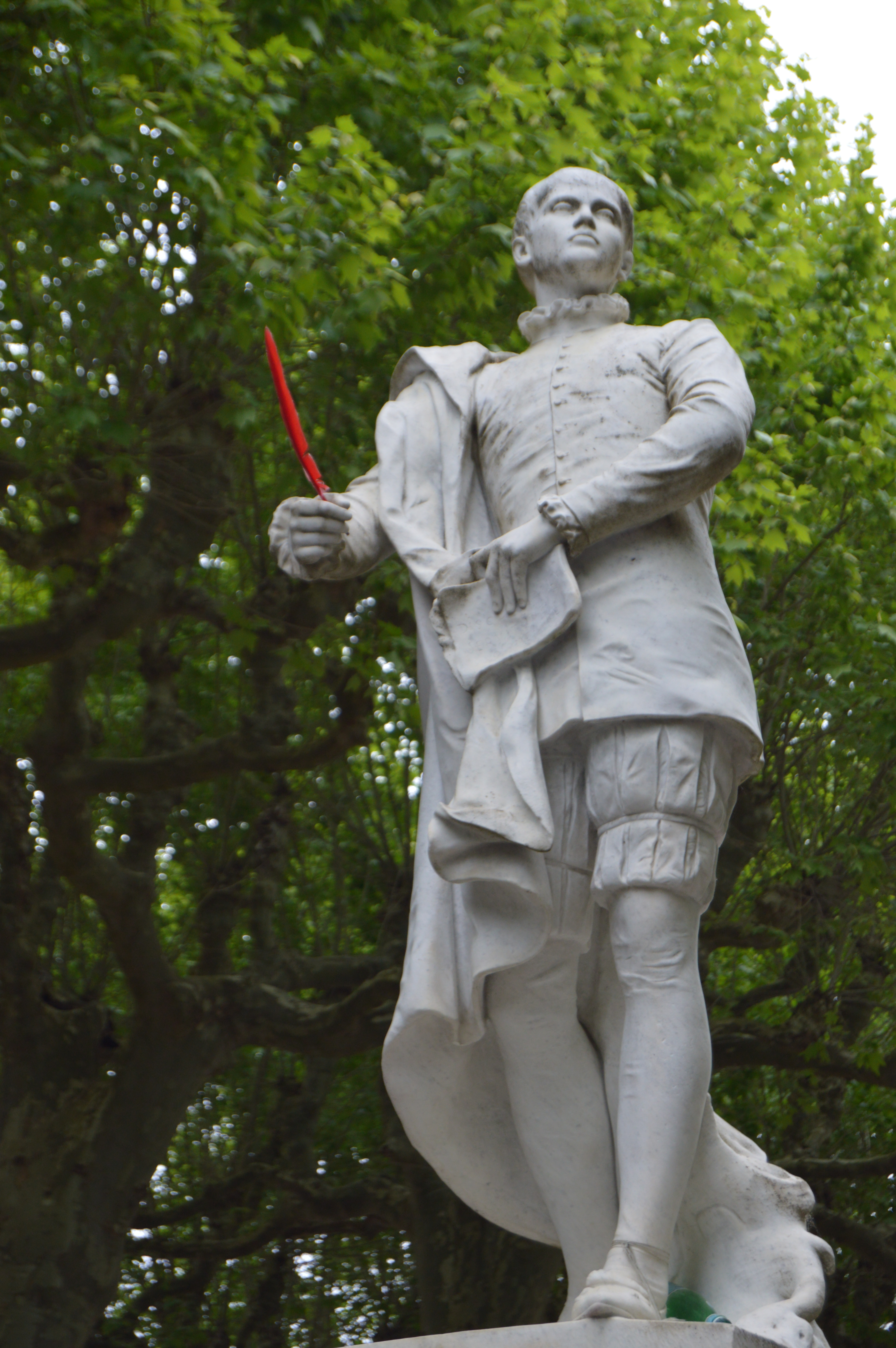
Detalhe do Monumento a Étienne de La Boétie (1892) de Tony Noël, Sarlat-la-Canéda.
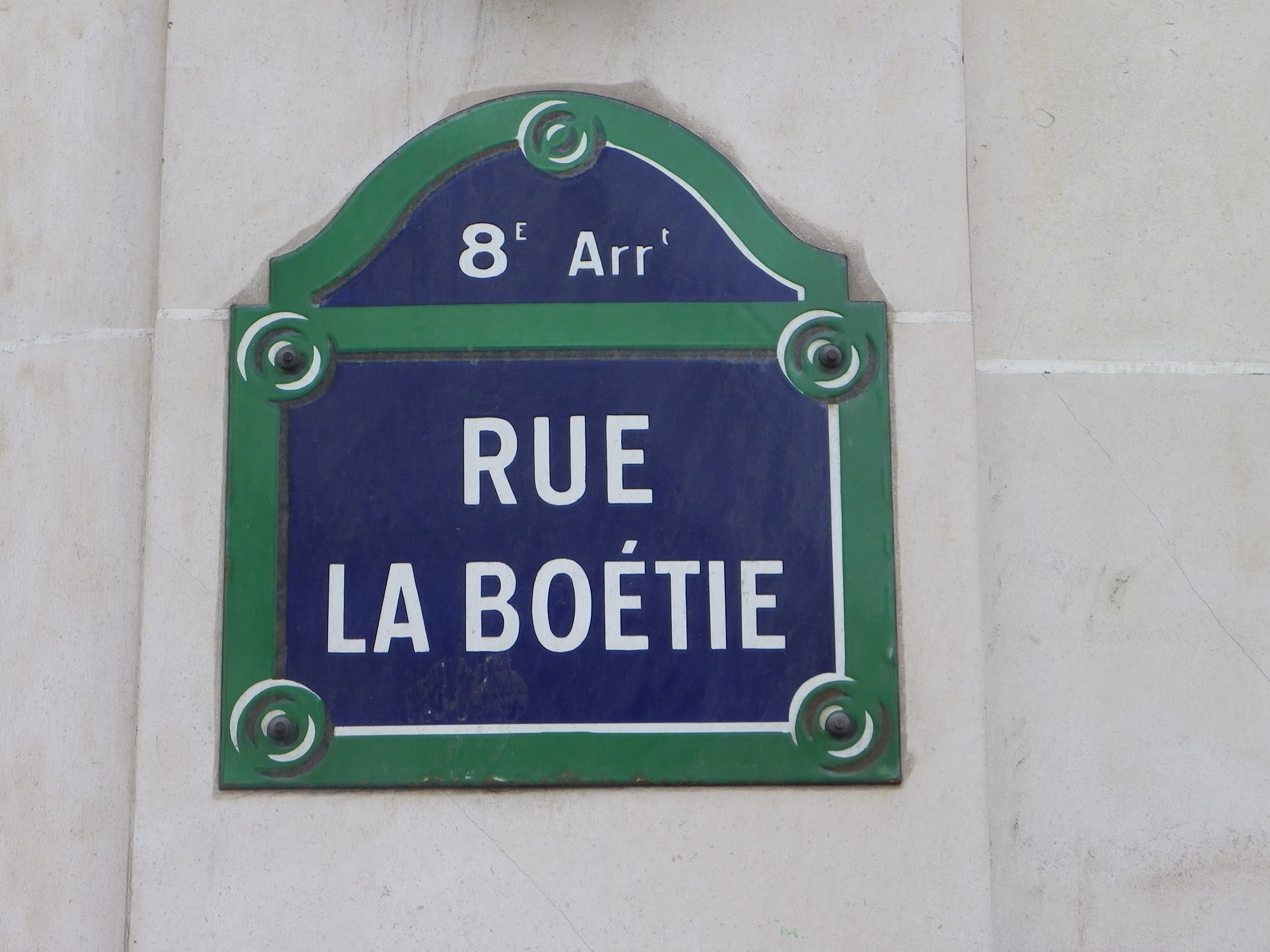
thumbs